# Galeon
Galeon è stato un web browser per GNOME basato sul motore grafico di Mozilla, Gecko.
Il team di sviluppo iniziale del programma, amministrato da Marco Pesenti Gritti, di Galeon, si divise nel 2002 per disaccordi sul target del programma. Da questa divisione nacque Epiphany, fork di Galeon. Epiphany diventò presto il browser predefinito di GNOME. Il 22 ottobre 2005, gli sviluppatori di Galeon dichiararono l'interruzione dello sviluppo del browser.
Quando fu creato, i più popolari browser di quel periodo (Netscape, Mozilla e Internet Explorer) erano programmi multifunzionali, ma ciò li rendeva lenti all'avvio e poco duttili poiché necessitavano di molta memoria o di un processore potente. Galeon è stato il primo browser grafico tradizionale sviluppato appositamente per ridurre le funzioni secondarie, richiedendo un minor quantitativo di RAM rispetto ai concorrenti per poter funzionare.